# Jutar
Jutar (danska: jyder; fornnordiska: jótar) var en nordgermansk folkgrupp som bebodde halvön Jylland (nuvarande Danmark) under järnåldern. På äldre svenska var jutar en benämning på danskar i allmänhhet. På modern svenska kallas den nutida befolkningen på Jylland numera oftast för "jyllänningar" med det tillhörande adjektivet "jylländsk" (danska: jysk eller jydsk).

## Historia
Jutarna bebodde de norra och centrala delarna av Jylland. Historiskt finns beskrivningar om jutar som gör erövringar samt skaffar bosättningar i England. År 449 skall britterna ha bett germaner om hjälp mot skoterna och pikterna som intagit delar av landet och plundrat bland annat London. En flotta under ledning av två jutiska kungar ska då ha drivit kelterna på flykt, men efter detta stannade de själva kvar i Britannien. Under de närmaste 200 årens strider mellan britterna och germanerna grundade jutarna egna småriken i Kent, Hampshire och Isle of Wight. Under 500-talet hade Kent en storhetstid med jämförelsevis hög kultur och Kent-folket blev ett stort handelsfolk som bland annat handlade med frankerna vid Rhen. Mot slutet av århundradet lyckades deras kung Aethelberht (eller Ethelbert) göra sig till herre över nästan hela det germanska Britannien. Så småningom sammansmälte de olika germanstammarna (bland annat angler, friser, saxare och jutar) i Britannien till ett enhetligt folk, anglosaxarna. 
Vad som blev av jutarna på Jylland är okänt. I skandinaviska källor från medeltiden omnämns de sparsamt, och då oftast som medlemmar i danska arméer. I äldre källor kunde ordet användas för att beteckna danskar eller daner i gemen på samma sätt som götar ibland har använts för att beteckna svear och vice versa (fenomenet kallas på latin: pars pro totum). Detta har avspeglat sig i lokala ortnamn. Således heter till exempel ett område i uppländska Rotebro "Jutekärret", då enligt traditionen många danskar drunknade i ett närliggande kärr i strid med Sten Sture den äldres här. Även i Västerås finns ett "jutekärr" strax väster om Anundshög där danskarna mötte Gustav Vasa.